# 広田湾
座標: 北緯38度59分00秒 東経141度39分00秒 / 北緯38.98333度 東経141.65000度
広田湾（ひろたわん）は、岩手県陸前高田市と宮城県気仙沼市にまたがる湾。三陸海岸に特徴的なリアス式海岸で、湾奥には高田松原や陸前高田市の中心市街地がある。

## 概要
陸前高田市広田半島南端（広田埼）と気仙沼市字高石浜396番地東端（旧本吉郡唐桑町）を結ぶ線から陸側の海域。南東方向に開けて太平洋に面している。湾口幅4.75km、面積37.13km2。湾の東岸から西岸にかけては陸前高田市、湾の南西岸は気仙沼市であり、湾口より南には唐桑半島が延びている。高田松原を除けば、海岸部に大規模な砂浜は少なく、崖が多く、その間に小規模な砂浜や港がある。

## 生態系と漁業
湾奥にはアマモなどの藻場、ガラモ場があり、西側の湾口付近にはコンブ群落が見られる。
湾岸には南東岸の広田漁港や北西岸の長部漁港をはじめとして、中小の漁港が点在する。湾奥に気仙川が流入するため貝類などの生育に向いた海域であり、カキ、ワカメ、ホタテ貝などの養殖が行われているが、2011年の東日本大震災では、津波により沿岸部も含めて大きな被害を受けた。養殖設備や漁船が流されて、カキ生産者が震災前の97人から43人（2023年3月時点）に半減するなどした。